# Beli vir
Beli vir (bulgariska: Бели вир) är ett distrikt i Bulgarien.   Det ligger i kommunen Obsjtina Tjernootjene och regionen Kărdzjali, i den centrala delen av landet, 200 kilometer sydost om huvudstaden Sofia. Antalet invånare är 485. Arean är 8,1 kvadratkilometer.